# X-COM (1999年游戏)
《X-COM》（或《X-COM: First Alien Invasion》）是由MicroProse开发，Hasbro Interactive于1999年发行的回合制策略游戏，为「《X-COM》系列」作品之一。游戏对应Windows平台，两名玩家以轮流使用电脑或寄送电子邮件的方式游玩。
AllGame评测人Anthony Baize认为通过电子邮件游玩很有趣，但也希望游戏直接支持在线游玩。